# David Navarro Brugal
David Navarro Brugal (Esparreguera, España; 17 de mayo de 1983) es un exjugador de baloncesto español que actuaba de escolta.

## Trayectoria
Con una amplia trayectoria en el básquet catalán, ha militado en Olesa, Manresa y Girona, entre otros, David Navarro se ha fogueado en prácticamente todas las categorías del baloncesto español hasta dar el salto definitivo a la liga ACB con 27 años.
La temporada 2010-2011 estaba siendo la más completa de su carrera, situándose séptimo en la lucha por el MVP de LEB Oro y promediando 14.9 puntos, 3.8 rebotes y 2.8 asistencias por partido.
El 11 de febrero de 2011 debuta en los cuartos de final de la Copa del Rey de Basket con el Power Electronics con victoria ante el Blancos de Rueda de Valladolid y consiguiendo 3 puntos y 2 rebotes.
En 2011 se convierte en el nuevo fichaje de Menorca Bàsquet por dos temporadas. El jugador procede de Power Electronics Valencia, equipo al que llegó como petición expresa de Svetislav Pešić y con el que jugó la Copa del Rey, los cuartos de final de la Euroliga y los playoffs de la liga ACB. Antes de desembarcar en la liga ACB, disputaba la Adecco Oro con Girona FC promediando 14,9 puntos, 3,8 rebotes y 2,8 asistencias por partido, siendo el mejor escolta de la categoría.
En la temporada 2019-20 jugaría para Monbus Obradoiro de la Liga ACB, la cual supondría su novena temporada en la liga ACB, jugando durante dichas temporadas en Bàsquet Manresa, Valencia Basket y Club Bàsquet Andorra.
En julio de 2020, con 37 años se convierte en nuevo jugador del Club Ourense Baloncesto de la Liga LEB Oro por una temporada.
Al término de la temporada 2020-21, el 21 de mayo de 2021 al consumarse el descenso del conjunto orensano, se hace oficial su retirada del baloncesto profesional.